# Бейтс, Джозеф
Джо́зеф Бейтс (англ. Joseph Bates; 8 июля 1792, Рочестер, Массачусетс — 19 марта 1872, Батл-Крик, Мичиган) — американский моряк и проповедник, один из основателей и видных деятелей Церкви адвентистов седьмого дня.

## Биография
Родители Бейтса выросли в Массачусетсе. Отец был добровольцем в войне Севера и Юга, получив звание капитана. Джозеф родился 8 июля 1792 года в Рочестере, Массачусетс. С детства Джозеф проявлял страсть к морю, мечтая стать моряком. В июне 1807 он первый раз пересёк Атлантический океан юнгой. Корабль был захвачен датчанами и доставлен в Копенгаген, освобожден британцами и вынужден был пойти на службу в британский флот.
Позже Джозеф попал в Дартмурскую тюрьму, но выжил и вернулся домой. Впоследствии Джозеф стал капитаном собственного судна и посвятил себя христианству, став одним из основателей церкви адвентистов седьмого дня. Ближе к концу жизни полностью отказался от алкоголя, табака, кофеина, даже стал вегетарианцем.